# マルタ騎士団の国旗
マルタ騎士団の国旗（マルタきしだんのこっき）は赤地に白い十字の旗である。